# Premio UEFA al Mejor Jugador en Europa 2016
El Premio UEFA al Mejor Jugador en Europa 2016 es un galardón que se otorgó por la Unión de Asociaciones de Fútbol Europea (UEFA) al mejor futbolista europeo de la temporada 2015-16. La distinción le fue entregada al ganador, Cristiano Ronaldo, en la ciudad de Mónaco, Francia, el 25 de agosto de 2016. 
La votación se realizó por parte de un jurado de periodistas de cada una de las federaciones miembro de la UEFA, siendo un total de 53 periodistas especializados en fútbol. Entre ellos, un total de 35 futbolistas fueron los primeros seleccionados a optar al galardón, siendo Alemania el país más representado con siete futbolistas.

## Palmarés
Entre los diez seleccionados a optar a finalistas, el Real Madrid C. F. fue el club más representado con cuatro jugadores, seguido por los dos del F. C. Barcelona y del F. C. Bayern de Múnich.

### Finalistas
| Posición | Futbolista        | Club               | Votos |
| -------- | ----------------- | ------------------ | ----- |
| 1.ª      | Cristiano Ronaldo | Real Madrid C. F.  | 40    |
| 2.ª      | Antoine Griezmann | Atlético de Madrid | 8     |
| 3.ª      | Gareth Bale       | Real Madrid C. F.  | 7     |

### Preseleccionados
Los tres finalistas salieron de un total de diez jugadores que finalizaron clasificados según los puntos obtenidos en las votaciones.
| Posición | Futbolista       | Club                   | Puntos |
| -------- | ---------------- | ---------------------- | ------ |
| 4.ª      | Luis Suárez      | F. C. Barcelona        | 29     |
| 5.ª      | Lionel Messi     | F. C. Barcelona        | 25     |
| 6.ª      | Gianluigi Buffon | Juventus F. C.         | 19     |
| 7.ª      | Pepe             | Real Madrid C. F.      | 9      |
| 8.ª      | Manuel Neuer     | F. C. Bayern de Múnich | 6      |
| 9.ª      | Toni Kroos       | Real Madrid C. F.      | 5      |
| 10.ª     | Thomas Müller    | F. C. Bayern de Múnich | 2      |

| Predecesor: 2015 | Premio al Mejor Jugador de Europa de la UEFA 2016 | Sucesor: 2017 |